# Liste von Persönlichkeiten aus Fukuoka
Diese Liste zählt Personen auf, die in der japanischen „Präfektur“ (-ken) Fukuoka geboren wurden oder längere Zeit vor Ort gewirkt haben.

## A
- Abe Isoo (1865–1949), Politiker
- Katsu Aki (* 1961), Mangaka
- Jirō Akagawa (* 1948), Schriftsteller
- Akashi Motojirō (1864–1919), General

## B
- Thomas P. Bostick (* 1956), Generalleutnant der United States Army

## C
- Sonny Chiba (1939–2021), Schauspieler

## F
- Kazuki Fujimoto (* 1998), Fußballspieler
- Makoto Fukōin (* 1993), Fußballspieler
- Ryō Fukuda (* 1979), Autorennfahrer
- Shihomi Fukushima (* 1995), Fechterin

## G
- Ayumu Gorōmaru (* 1986), Rugby-Union-Spieler

## H
- Tetsuo Hamuro (1917–2005), Schwimmsportler
- Ayumi Hamasaki (* 1978), Popsängerin
- Kiyoteru Hanada (1909–1974), Literaturkritiker
- Dairiki Hara (* 1959), Jazzmusiker
- Shimetarō Hara (1882–1991), Mediziner
- Masanori Hata (1935–2023), Zoologe, Naturliebhaber und Essayist
- Chikugai Himejima (1840–1928), Maler
- William I. Hitchcock (* 1965), Historiker
- Shinya Hosokawa (* 1981), Automobilrennfahrer

## I
- Ino(kichi) Kubo; siehe Kubo Inokichi
- Tomo Inouye (1870–nach 1948), Ärztin
- Eito Ishimoto (* 2002), Fußballspieler
- Daisuke Ishizu (* 1990), Fußballspieler
- Itō Noe (1895–1923), Feministin und Anarchistin
- Tasuku Iwami (* 1978), Tennisspieler

## K
- Kaibara Ekiken (1630–1714), Philosoph und Naturkundler
- Juzō Kagoshima (1898–1982), Dichter und Puppenmacher
- Kenta Kakimoto (* 1990), Fußballspieler
- Eita Kasagawa (* 1990), Fußballspieler
- Ai Kawashima (* 1986), Singer-Songwriterin und Pianistin
- Kimura Takeyasu (1909–1973), Wirtschaftswissenschaftler
- Kobayakawa Kiyoshi (1899–1948), Maler und Holzschnittkünstler
- Kojima Zenzaburō (1893–1962), Maler
- Takashi Koshimoto (* 1971), Boxer
- Ōkuma Kotomichi (1798–1868), Waka-Dichter der späten Edo-Zeit
- Kubo Inokichi (1874–1939), Hals-Nasen-Ohrenarzt und Dichter
- Kaito Kuwahara (* 2000), Fußballspieler
- Ōnishi Kyojin (1916–2014), Schriftsteller und Literaturkritiker

## M
- Osamu Maeda (* 1965), Fußballspieler
- Yūsuke Maeda (* 1984), Fußballspieler
- Asahi Masuyama (* 1997), Fußballspieler
- Ryū Matsumoto (1951–2018), Politiker
- Minakami Taisei (1877–1951), Maler
- Yukiyo Mine (* 1988), Softballspielerin
- Misia (* 1978), R&B-Sängerin
- Kimiya Moriyama (* 2002), Fußballspieler
- Sulpizio Shinzo Moriyama (* 1959), römisch-katholischer Geistlicher, Bischof von Ōita
- Nomura Motoni (1806–1867), Dichterin in der späten Edo-Zeit
- Yūsuke Muta (* 1990), Fußballspieler

## N
- Yanosuke Narazaki (1920–2012), Politiker
- Naoki Nakagawa (* 1996), Tennisspieler
- Riō Noguchi (* 1998), Tennisspieler

## O
- Hiroshi Ogawa (1949–2021), Politiker
- Kazuo Okamatsu (1931–2012), Schriftsteller und Philologe
- Hiroshi Osada (1939–2015), Poet, Kinderbuch-Autor, Literaturkritiker, Übersetzer und Essayist
- Yoshinori Ōsumi (* 1945), Zellbiologe
- Seiichi Ōta (1945–2024), Politiker

## R
- Robert Reginald (1948–2013), Autor und Verleger
- Rin Sasayama (* 1995), Erotikmodel

## S
- Kensuke Sasaki (* 1966), Wrestler
- Ryoga Sato (* 1999), Fußballspieler
- Sayuri (1996–2024), Singer-Songwriterin
- Ryū Shintarō (1900–1967), Journalist und Autor
- Jun Suzuki (* 1989), Fußballspieler

## T
- Takaba Osamu (1831–1891), Ärztin und Erzieherin
- Reina Tanaka (* 1989), Popsängerin und Idol
- Ryōko Tani (* 1975), Judoka und Politikerin
- Mari Tanigawa (* 1962), Leichtathletin
- Yūzō Tashiro (* 1982), Fußballspieler
- Takehiro Tomiyasu (* 1998), Fußballspieler
- Tōyama Mitsuru (1855–1944), Politiker

## U
- Kiyoshi Ueda (* 1948), Politiker
- Yukiko Ueno (* 1982), Softballspielerin
- Umezaki Haruo (1915–1965), Schriftsteller
- Kōji Uno (1891–1961), Schriftsteller
- Juzo Ura (* 2004), Fußballspieler

## W
- Aya Wakisaka (* 1981), Badmintonspielerin
- Mamiko Watanabe (* 1980), Jazzmusikerin
- Yoko Watanabe (1953–2004), Opernsängerin

## Y
- Yuki Yamada (* 1983), Dartspieler
- Yamazaki Chōn (1867–1954), Bildhauer
- Kappei Yamaguchi (* 1965), Synchronsprecher und Schauspieler
- Yoshiteru Yamashita (* 1977), Fußballspieler
- Kenshin Yasuda (* 2005), Fußballspieler
- Tatsuhiko Yokoo (1928–2015), Maler
- Masato Yoshihara (* 1991), Fußballspieler
- Yoshihisa Yoshikawa (1936–2019), Sportschütze
- Yui Yoshioka (* 1987), Singer-Songwriterin